# Roy Eefting

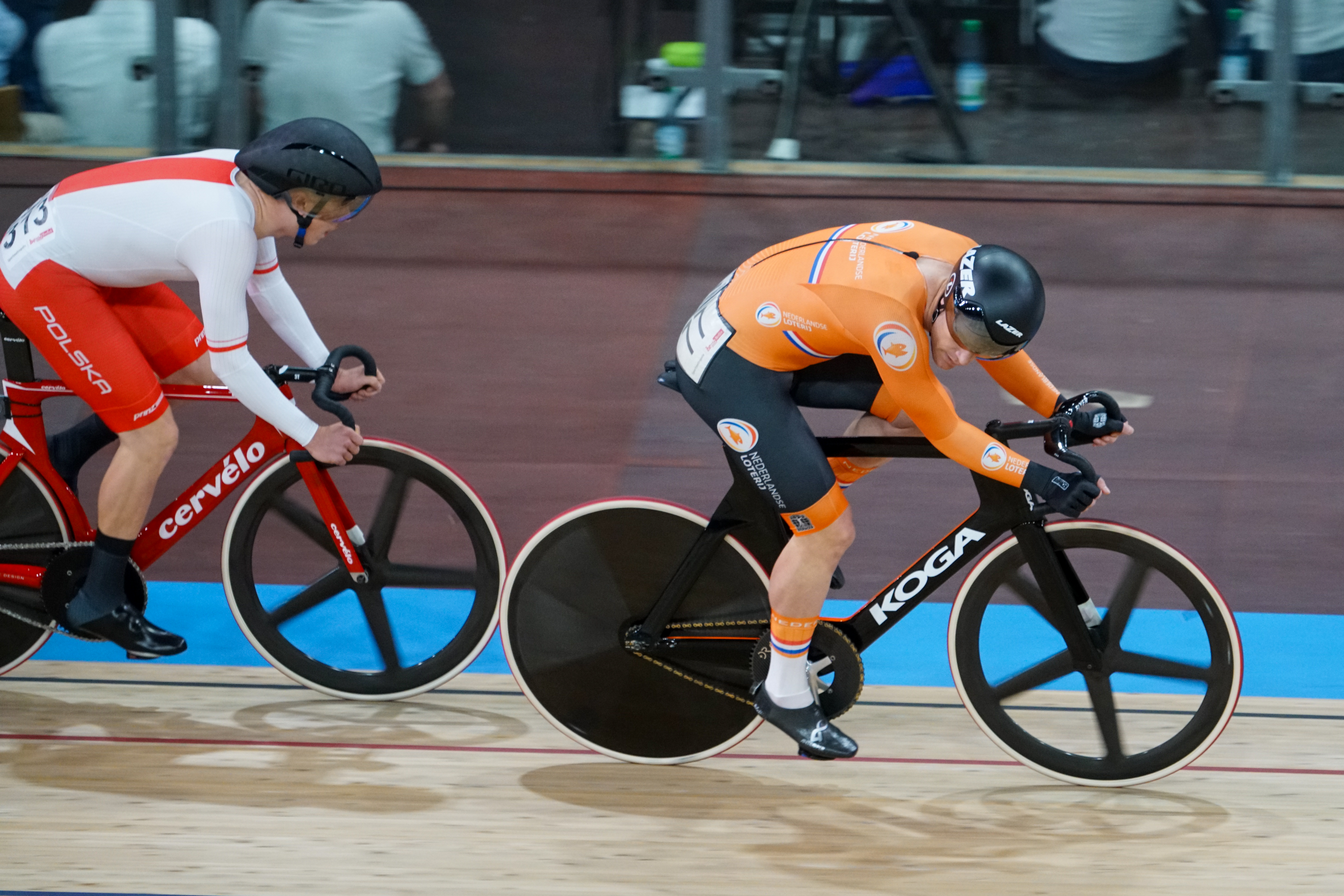
Eefting (r.) im Scratch bei der Bahn-WM 2020, links der Pole Filip Prokopyszyn

Roy Eefting, seit 2021 Eefting-Bloem, (* 4. September 1989 in Harderwijk) ist ein niederländischer Radrennfahrer.

## Sportliche Laufbahn
2004 begann Roy Eefting mit dem Radsport. 2007 wurde er Zweiter in der Gesamtwertung des niederländischen Junioren-Rennens  't Hoogeland Tweedaagse. In den folgenden Jahren gewann er oder platzierte er sich bei Kriterien in seinem Heimatland unter den ersten Zehn. 2012 gewann er die Ronde van Zuid-Holland.
Bei den U23-Europameisterschaften 2011 errang Eefting die Silbermedaille im Omnium, im Jahr darauf mit Dion Beukeboom, Jenning Huizenga und Tim Veldt Bronze bei den Europameisterschaften der Elite. 2019 wurde er Vize-Weltmeister im Scratch. 2018 und 2019 gewann er zudem mehrere Etappen bei Rundfahrten in China. Ebenfalls 2019 gewann er beim Lauf des Bahn-Weltcups in Hongkong das Scratch-Rennen. Bei den UCI-Bahn-Weltmeisterschaften 2020 in Berlin belegte er im Punktefahren Rang drei.
2021 gehörte Eefting zu den Bahnradsportlern, die vom Weltradsportverband UCI zum Start in der UCI Track Champions League geladen wurden. Er belegte in der Gesamtwertung der Ausdauerdisziplinen Platz 13.

## Privates
2021 heiratete Roy Eefting seine langjährige Lebensgefährtin, die ehemalige Radrennfahrerin Judith Bloem. Seitdem trägt er den Nachnamen Eefting-Bloem.

## Erfolge

### Bahn
2011
- U23-Europameisterschaft – Omnium
- Niederländischer Meister – Omnium

2013
- Europameisterschaft – Mannschaftsverfolgung (mit Dion Beukeboom, Jenning Huizenga und Tim Veldt)
- Niederländischer Meister – Omnium

2016
- Niederländischer Meister – Omnium

2017
- Niederländischer Meister – Scratch

2019
- Weltmeisterschaft – Scratch
- Niederländischer Meister – Punktefahren
- Weltcup in Hongkong – Scratch

2020
- Weltmeisterschaft – Punktefahren

2022
- Europameisterschaft – Scratch
- Weltmeisterschaft – Scratch

2023
- Europameisterschaft – Scratch

2024
- Sechstagerennen von Pordenone (mit Yoeri Havik)

### Straße
2018
- eine Etappe und Punktewertung Tour of Quanzhou Bay

2019
- zwei Etappen Tour of Qinghai Lake
- eine Etappe Tour of Xingtai

2021
- Omloop der Kempen

2022
- eine Etappe Olympia’s Tour